# David Cristaldi
Le David Franco Cristaldi ou David Cristaldi est une récompense cinématographique italienne décernée annuellement par l'Académie du cinéma italien dans le cadre des David di Donatello. Ce prix spécial est nommé en hommage au producteur italien Franco Cristaldi et est décerné en 1993 et 1994. Il ne doit pas être confondu avec le prix Franco Cristaldi décerné depuis 2009 lors du Bari International Film Festival en Italie.

## Palmarès

### Années 1990
- 1993 : Carlo Ludovico Bragaglia
- 1994 : Alberto Lattuada